# Klass I i ishockey 1930/1931
Klass I i ishockey 1930/1931 var andraligan i svensk ishockey säsongen 1930/1931. Sedan förra säsongen hade Eriksdals IF försvunnit från seriespel och AIK flyttats upp till Elitserien. IK Hermes och Kronobergs IK hade flyttats upp från Klass II. Hermes gick rakt genom serien med sju segrar och flyttades upp till Elitserien nästkommande säsong.

## Poängtabell
| Nr | Lag                  | S | V | O | F | GM | IM | MK   | P  |
| -- | -------------------- | - | - | - | - | -- | -- | ---- | -- |
| 1  | IK Hermes            | 8 | 7 | 1 | 0 | 23 | 9  | 2.56 | 15 |
| 2  | UoIF Matteuspojkarna | 8 | 4 | 0 | 4 | 14 | 11 | 1.27 | 8  |
| 3  | IK Mode              | 8 | 4 | 0 | 4 | 14 | 15 | 0.93 | 8  |
| 4  | Kronobergs IK        | 8 | 2 | 2 | 4 | 12 | 21 | 0.57 | 6  |
| 5  | Reymersholms IK      | 8 | 1 | 1 | 6 | 11 | 18 | 0.61 | 3  |